# Harisu
Harisu (hangul: 하리수, handzsa: 河莉秀; Szongnam, 1975. február 17.) koreai transzszexuális énekesnő, modell és színésznő. I Gjongun (Lee Gyeong-eun) az anyakönyvezett neve, ám I Gjongjop (Lee Gyeong-yeop) néven született.
Gyermekkora óta transzszexuálisnak tartotta magát. Az 1990-es években elvégezték rajta a nemátalakító (SRS) műtétet, így ő lett Dél-Korea első transzszexuális sztárja. Ő volt a második személy Dél-Koreában, aki törvényesen változtatta meg nemét, az eljárás jogi része 2002-ben zárult le.
Harisura a figyelem először 2001-ben irányult, amikor a DoDo kozmetikum reklámfilmjében szerepelt. Ádámcsutkája már nem volt, de egy későbbi digitális szerkesztés miatt, melyet a reklám rendezője kért, olyan volt, mintha mégis lenne, ezzel megerősítve azt a tényt, hogy Harisu nem nőnek született. A reklám hatalmas siker volt, és ez beindította karrierjét. Megengedték neki, hogy zenészként és színésznőként szerepelhessen a médiában, amit az emberek nagy érdeklődéssel fogadtak. Jelenleg öt koreai nyelvű albumot vett fel, amelyekben olyan zenei műfajokat kapcsolt össze, mint a techno és az R&B, de vannak balladái is. Első jelentős filmszerepe a 2001-es Yellow Hair 2 volt, melynek több betétdalát is ő énekelte. 2007. május 19-én Harisu megházasodott. Hozzáment Micky Jung-hoz, aki egyben nem csak szerelme, de a dalaiban hallható rapper is.

## Fiatalkora és acoming out
Harisu Lee Kyung-yeop néven született Szongnamban, Dél-Koreában, ötödik gyermekként. Már egészen kicsi korában úgy érezte, hogy ő valójában lány, babákkal játszott, és ezt nem csak családja, de barátai is rossz szemmel nézték. Egy sikertelen párkapcsolat után, 16 évesen eldöntötte, hogy megváltoztatja nemét. Mire lediplomázott a Nakhszeng középiskolában már hormonterápián ment keresztül, ami azért is volt nagyon nehéz, mert az iskolába csak férfiak járhattak, ezért Harisut sokan bántották mássága miatt. Felmentették a katonai szolgálat alól, ami Dél-Koreában nagyon ritka. A kilencvenes évek végéig Harisu már nemének megfelelő módon élt, mellei és női nemi szervei is voltak. A műtéteket Dél-Koreában és Japánban végezték el rajta.
Harisu ezek után éveken keresztül Japánban élt, ahol fodrásznak tanult, de mellette egy night klub énekesnőjeként is dolgozott, ahol felfedezte egy ügynökség. Pályáját modellként kezdte, de visszatért Dél Koreába 2000-ben, és egy menedzserváltást követően átigazolt a TTM Entertainment-hez. Ekkor kezdte el használni a Harisu művésznevet.

## Pályafutása
Harisu elérte, hogy filmekben debütálhasson, kisebb filmszerepeket, és egy-egy részes sorozatszerepeket kapott.
A nagy áttörés 2001 elején jött, amikor a DoDo kozmetikumok reklámfilmjében szerepelt. A reklám szlogenje szerint „van egy transzszexuális nő, aki ezzel a sminkkel még az ádámcsutkáját is el tudja fedni”. Az ádámcsutkát digitálisan adták hozzá a képekhez.
A cég kezdetben óvatos volt, készen álltak arra, hogyha a reklám negatív kritikákat kap, visszavonják. A reklám azonban gyorsan és hatalmas sikereket ért el, Harisut pedig híressé tette. Ő lett Dél-Korea első transzszexuális sztárja, s bár a cég attól félt, hogy az emberek majd megbotránkoznak a látottakon, éppen ellenkezőleg történt. Felnéztek rá, hogy vállalta másságát.[forrás?] A kritikusok is csak annyit állapítottak meg, hogy nőként szebb. Harisu elmondta, hogy örül neki, hogy már az elején tudták az emberek, hogy transzszexuális.[forrás?]
Számos riport-és dokumentumfilm készült róla, amelyekben gyermekkoráról, és családi kapcsolatairól is szót ejt.
2001-ben a Yellow Hair 2 című filmben kapott főszerepet. A film egy transzszexuális lányról szól, ki az álmaiért harcol és a helyét keresi a világban. A film rendezői arra fektették a hangsúlyt, hogy a transzszexuálisokról kialakult téves sztereotípiákat eltávolítsák a köztudatból.[forrás?] A film július 21-én debütált, hatalmas érdeklődés övezte. Még ebben az évben megjelent egy kislemez, amelyet Harisu a Turbo együttessel közösen készített el, ez volt History. Szeptemberben kiadta első nagylemezét a Temptation-t, amely a pop és a k-pop stílust képviselte, de helyet kapott rajta két lassú ballada is. 2002 októberében kiadta második nagylemezét a Liar-t, amely az év legjobban fogyó lemeze lett Dél-Koreában.
2003 októberében Harisu elhagyta a TTM Entertianment lemeztársaságot, mert szerinte csak arra használták fel a sikereit, hogy más előadókat csábítsanak magukhoz. Átigazolt a G&F Entertianmenthez, azzal a feltétellel, hogy az ő elképzeléseinek megfelelően szerződnek. Februárban kiadta harmadik és egyben legsikeresebb nagylemezét a Foxy Lady-t amely zeneileg teljesen eltért az eddigiekről. Jóval hiphoposabb, és kevésbé k-poposabb lett. Harisu később elmondta, hogy ez a lemez olyan lett amelyet mindig is szeretett volna.[forrás?]
2004-ben a tengerentúlra is megpróbált betörni, és csalódottságát fejezte ki Koreával kapcsolatosan.[forrás?] Főszerepet kapott egy tajvani sorozatban, a Hy, Honey Pace Wu-ban, ahol kínaira szinkronizálták. Később szerepelt egy erotikus drámában is, amelyet Hongkongban forgattak, ebben együtt szerepelhetett Macuzaka Keiko színésznővel is, a kritikusok tetszését nem nyerte el, filmfesztiválokon azonban kisebb sikereket aratott.[forrás?]
Harisu 2005-ben visszatért a koreai képernyőre, a Beating Heart című drámában kapott főszerepet. Több sorozat egyes epizódjaiban is játszott. Foxy Lady lemeze továbbra is jól fogyott, a média elnevezte a koreai Kylie Minogue-nak.[forrás?]
Bár visszatérését 2005 nyarára tervezte, ezt a tengerentúli kötelezettségek megakadályozták. Kiadta a Winter Story című középlemezét. A kritikusok szerint ez a lemez inkább aranyos, mintsem szexi.[forrás?] Ötödik koreai lemeze a Summer kisebb sikert, a fél évvel kibocsátott Harisu még annál is kisebb sikereket ér el.
2012. július 9-én öt év szünet után Shopping Girl című lemezével tér vissza.

## Magánélet
Családja nehezen fogadta döntését a nemátalakító műtétet illetően. Főleg édesapjának volt nagyon nehéz gyermekét nőként elfogadni.[forrás?]
Harisu több riportban is elmondta, hogy férjet szeretne és gyerekeket. 2005-ben eljegyezte Micky Jung (igazi nevén Csung Jongcsin), akivel az interneten ismerkedtek meg 2001-ben. Micky ekkor már elvált volt. 2007. május 19-én házasodtak össze a Central City Millennium Hallnál Szöul Szocsho-gu kerületében. A nászút Ko Samui szigetén volt Thaiföldön. A pár azt mondta, tervezik, hogy örökbe fogadnak négy gyermeket.[forrás?]

## Politikai élete
2007 novemberében Harisu terveit ismertette a parlamenttel, mely szerint több árvaházat kellene építeni Dél-Koreában. A kormány kétkedve fogadta a terveket, megvalósítása nem történt meg.[forrás?] Harisu vásárolt egy 3300 m²-es telket Janghowonben, és beszerzett minden engedélyt, hogy felépíthesse saját árvaházát. A választásokon támogatta a marihuána törvényesítését.[forrás?]

## Diszkográfia
- Temptation (2001)
- Liar (2002)
- Foxy Lady (2004)
- Harisu (2006)
- Summer (2006)

### Kislemezek
- Paradise (2001)
- Sad Love (2002)
- Winter Story (2005)
- Winter Special (2007)

### Koncertlemezek
- The First Live Concert (2003)

### Bibliográfia
- Eve from Adam (2001)
- Beauty Goddess's Change (2002)
- Perfect Woman (2005)
- Haris Beauty (2008)

### Filmszerepek
- Fei yue qin hai zhi fu sheng ruo meng (2004)
- Toh sik (2004) (as Harisu) .... Riko Umeki
- Norang meori 2 (2001) .... Jae
- Gimgeubjochi 19ho (2002) .... Herself
- 2002 City Horror Series (TV) (2002)
- 2004 Hi! Honey (TV) Lu Jia Ling (2004)
- 2005 Beating Heart (TV) Kim Hae-jung (2005)
- 2006 Possessed Lisu (2006)
- 2007 Police Line (2007)

### Videóklipek
- "History" by Turbo (2001)
- "Temptation" (2001)
- "Always" (2002)
- "Liar" (2002)
- "Foxy Lady" (2004)
- "Reaction" (2006)

## Fordítás
- Ez a szócikk részben vagy egészben  a   Harisu című angol Wikipédia-szócikk ezen változatának fordításán alapul.  Az eredeti cikk szerkesztőit annak laptörténete sorolja fel. Ez a jelzés csupán a megfogalmazás eredetét és a szerzői jogokat jelzi, nem szolgál a cikkben szereplő információk forrásmegjelöléseként.